# Социјална инклузија миграната (књига)
Социјална инклузија миграната : истраживање ставова према миграцијама и препоруке за смањење дискриминације су резултати истраживања чији су аутори Јована Бјекић, Маша Вукчевић Марковић, Наташа Тодоровић и Милутин Врачевић. Публикација је објављена 2020. године у издању Црвеног крста Србије у Београду.

## О књизи
Истраживања под називом „Социјална инклузија миграната: истраживање ставова према миграцијама и препоруке за смањење дискриминације” је спровео Црвени крст Србије у партнерству са PIN (Psychosocial Innovation Network), а уз финансијску подршку Међународне федерације друштава Црвеног крста и Црвеног полумесеца и Норвешког Црвеног крста.
Књига је настала као резултат истраживања које је имало за циљ да се стекне увид у мишљења становништва, пре свега у начин и механизме формирања мишшљења у локалним срединама у којима постоје прихватни центри за смештај миграната. Имало је и циљ да се испитају ставови према миграцијама и мигрантима, да се стекне сазнање на чему се базирају како позитивни тако и негативни ставови према њима. Због чега постоји страх, дистанца и негативан однос према мигрантима. На којим информацијама или уверењима почива тај однос.
У овом истраживању је учествовало 304 испитаника (187 жена, 117 мушкарац, од 14 до 75 година) из шест градова: Београд, Шид, Кикинда, Сомбор, Суботица и Пирот.
Резултати до којих је група аутора дошла истраживањем јесу да укупно 61% испитаника сматра да људи треба да имају право да избегну у друге земље, укључујући и Србију, како би побегли од рата и прогона, а 53% испитаних сматра да људи треба да имају право да се преселе у другу земљу, укључујући Србију, из економских разлога – тј. како би себи обезбедили бољи живот. Четвртина испитаника сматра да мигрантима треба омогућити да остану у Србији, уколико то желе, али да у томе не треба да им се пружа помоћ, док се петина испитаника залаже за политику затворених граница, односно да треба обезбедити границе те онемогућити мигранте да улазе у Србију.
Књига садржи и препоруке које се односе на унапређење социјалне укључености избеглица и миграната и начине како кроз глобалну мрежу Црвени крст може да помогне у заговарању и смањењу дискриминације.